# Experiencia rojo
Experiencia rojo, lo que no viste, fue un programa backstage derivado de Rojo, el color del talento, la cual cuenta con contenido exclusivo y mostrando lo que sucede tras las cámaras del programa.
El espacio está a cargo en la conducción de los coaches Yamna Lobos, María Jimena Pereyra, Christian Ocaranza, Leandro Martínez, Daniela Castillo y María Isabel Sobarzo quienes revisarán con ellos sus shows buscando aciertos, desaciertos y consejos para mejorar, además se mostrarán los mejores momentos del programa y las declaraciones de quienes abandonan el programa en los viernes de eliminación.
El programa debutó el día domingo 22 de junio de 2018 a las 19.30 horas por TVN.

## Conductores
- Yamna Lobos, bailarina, coreógrafa y presentadora de televisión.
- María Jimena Pereyra, cantante y conductora de televisión.
- Leandro Martínez, cantante.
- Daniela Castillo, cantante.
- Christian Ocaranza, bailarín y coreógrafo.
- María Isabel Sobarzo, bailarina y coreógrafo.